# Joan-Benjamin Gaba
Joan-Benjamin Gaba (7 de janeiro de 2001) é um judoca francês. Foi medalhista de prata nos Jogos Olímpicos de Verão de 2024 em Paris e Medalhista de Ouro no Campeonato Mundial de Judô em Budapest em 2025.
.